# Giannutri (album)
Giannutri è un album del cantautore italiano Fabio Concato, pubblicato dall'etichetta discografica Philips nel 1990.
Il disco, pubblicato su long playing, musicassetta e compact disc, è prodotto da Phil Ramone. I brani sono interamente composti dall'interprete, mentre gli arrangiamenti sono curati da Peter-John Vettese.
Speriamo che piova è il brano trainante dell'album, che contiene fra l'altro 051/222525, canzone nota anche per essere stata la sigla (nel 1988) di Telefono Azzurro.

## Tracce

### LP
Lato A
Testi e musiche di Fabio Concato, eccetto dove indicato.
1. Speriamo che piova – 4:18
2. Entertainment – 4:11
3. Quasi quasi mi metto a cantare – 3:20
4. Un amorevole mistero – 4:05 (B. Hulligan, F. Concato, P. J. Vettese)
5. Gigi – 5:21

Lato B
Testi e musiche di Fabio Concato.
1. Senza far rumore – 5:08
2. 051/222525 – 5:25
3. Dancing Blu – 4:09
4. Valzerone – 3:26
5. Portati via – 4:15

- Durata brani non accreditati sull'LP originale, ricavati dalla versione su CD

### CD
Testi e musiche di Fabio Concato, eccetto dove indicato.
1. Speriamo che piova – 4:18
2. Entertainment – 4:11
3. Quasi quasi mi metto a cantare – 3:20
4. Un amorevole mistero – 4:05 (B. Hulligan, F. Concato, P. J. Vettese)
5. Gigi – 5:21
6. Senza far rumore – 5:08
7. 051/222525 – 5:25
8. Dancing Blu – 4:09
9. Valzerone – 3:26
10. Portati via – 4:15
11. Roba da gatti – 3:45 – solo nella versione CD
12. La nave dell'amore – 4:28 – solo nella versione CD

## Musicisti
Speriamo che piova
- Fabio Concato - voce
- Peter-John Vettese - tastiere
- Tony Beard - batteria
- Laurence Cottle - basso
- Massimo Luca - chitarra acustica
- Felix Sabaleco - percussioni
- Craig Vogel - ingegnere delle registrazioni
- Renaud Letang - assistente ingegnere delle registrazioni

Entertainment
- Fabio Concato - voce
- Peter Vettese, Carlo Gargioni - tastiera
- Tony Beard - batteria
- Laurence Cottle - basso
- Carlos Alomar - chitarra elettrica
- Massimo Luca - chitarra acustica
- Peter Vettese, Melina Bruhn, Phil Ramone - cori
- Felix Sabaleco - percussioni
- Gordon Lyon, Craig Vogel - ingegneri delle registrazioni
- Renaud Letang - assistente ingegneri delle registrazioni

Quasi quasi mi metto a cantare
- Fabio Concato - voce
- Peter Vettese - tastiera
- Tony Beard - batteria
- Laurence Cottle - basso
- Gordon Lyon - ingegnere delle registrazioni
- Renaud Letang - assistente ingegnere delle registrazioni

Un amorevole mistero
- Fabio Concato - voce
- Peter Vettese - tastiera, cori
- Tony Beard - batteria
- Laurence Cottle - basso
- Carlos Alomar - chitarra elettrica
- Massimo Luca - chitarra acustica
- Felix Sabaleco - percussioni
- Melina Bruhn - cori
- Gordon Lyon, Craig Vogel - ingegneri delle registrazioni
- Renaud Letang - assistente ingegneri delle registrazioni

Gigi
- Fabio Concato - voce
- Peter Vettese, Carlo Gargioni - tastiera
- Tony Beard - batteria
- Laurence Cottle – basso
- Massimo Luca - chitarra acustica
- Felix Sabaleco - percussioni
- Gordon Lyon, Craig Vogel - ingegneri delle registrazioni
- Renaud Letang - assistente ingegneri delle registrazioni

Senza far rumore
- Fabio Concato - voce
- Peter Vettese - tastiera
- Tony Beard - batteria
- Laurence Cottle - basso
- Carlos Alomar - chitarra elettrica
- Gordon Lyon - ingegnere delle registrazioni
- Renaud Letang - assistente ingegnere delle registrazioni

051/222525
- Fabio Concato - voce
- Peter Vettese - tastiera
- Tony Beard - batteria
- Laurence Cottle - basso
- Carlos Alomar - chitarra elettrica
- Gordon Lyon - ingegnere delle registrazioni
- Renaud Letang - assistente ingegnere delle registrazioni

Dancing Blu
- Fabio Concato - voce
- Peter Vettese - tastiera (key bass), cori
- Tony Beard - batteria
- Laurence Cottle - basso
- Carlos Alomar - chitarra elettrica
- Massimo Luca - chitarra acustica
- Melina Bruhn - cori
- Gordon Lyon, Craig Vogel - ingegneri delle registrazioni
- Renaud Letang - assistente ingegneri delle registrazioni

Valzerone
- Fabio Concato - voce
- Peter Vettese, Carlo Gargioni - tastiera (key bass)
- Tony Beard - batteria
- Laurence Cottle - basso
- Massimo Luca - chitarra acustica
- Gordon Lyon, Craig Vogel - ingegneri delle registrazioni
- Renaud Letang - assistente ingegneri delle registrazioni

Portati via
- Fabio Concato - voce
- Peter Vettese - tastiera
- Tony Beard - batteria
- Laurence Cottle - basso
- Gordon Lyon - ingegnere delle registrazioni
- Renaud Letang - assistente ingegnere delle registrazioni

Note aggiuntive
- Phil Ramone - produttore
- Popi Fabrizio - produttore esecutivo
- Peter J. Vettese - arrangiamenti
- Registrazioni effettuate tra il dicembre 1989 e gennaio 1990 presso Studio Guillaume Tell di Parigi (Francia)
- Francesco Messina e Polystudio - art direction copertina album[2]

## Classifica
Album
| Anno | Classifica        | Posizione raggiunta |
| ---- | ----------------- | ------------------- |
| 1990 | Hit parade Italia | 4                   |